# Frederik Tryde Lassen
Frederik Andreas Asmus Christian Valdemar Gabriel Tryde Lassen (6. září 1838, Qaqortoq – 2. ledna 1920, Næstved) byl dánský inspektor Grónska.

## Život
Frederik Tryde Lassen byl synem koloniálního správce Frederika Lassena (1798–1872) a jeho druhé manželky Inger Hedevig Elisabeth Tryde (1801–1864). Frederik Tryde Lassen se narodil díky práci svého otce v Grónsku. Od roku 1855 působil jako dobrovolník v Qaqortoqu, Paamiutu, Nuuku a Ilimanaqu a v roce 1868 byl zaměstnán jako asistent v Ilimanaqu. Poté pracoval jako koloniální správce v Sisimiutu, Qeqertarsuaqu a Nuuku. V letech 1882 až 1884 vystřídal Hannese Petera Stephensena ve funkci inspektora pro jižní Grónsko, než ho vystřídal Carl Julius Peter Ryberg. Poté opět pracoval v Nuuku, než v roce 1885 odešel do důchodu. Poté však pracoval jako sběratel třídních loterií až do roku 1918, než o dva roky později ve věku 81 let zemřel.

## Rodina
Jeho prarodiči byli Nicolai Lassen, Dorthea Kaare, Anders Holst Tryde a Cathrine Marie Elisabeth Pfeiffer. V Grónsku působil také jeho nevlastní bratr Hans Nicolai Christian (1824–1898). Dne 27. července 1868 se v Aasiaatu oženil s Emmou Michaeline Jakobine Tryde (1835–1900), která byla pravděpodobně jeho příbuznou, dcerou Frederika Williama Tryde a Frantzine Emilie Hulevad. Z manželství se 27. července 1870 v Qeqertarsuaqu narodila dcera Emma Franzine Frederikke Tryde Lassen.